# 中央大街南站
中央大街南站（英語：Centre Street South）是一個位於加拿大艾伯塔省卡尔加里、經過規畫和批准興建的卡加利轻轨車站，為綠線的其中的一個車站。作為首階段工程2A段的一部份，該站工程將於2023年展開，並於2027年竣工。車站位於貝爾特萊恩，緊鄰卡加利市中心的南部。
車站將設於南11大道地底，鄰近中央大街南，並於月台上方設有站廳層。該站啟用後，乘客可經由該處前往城市社區的高密度住宅、商業和零售建築，以及卡加利塔、中央圖書館和謝爾頓·M·丘米爾醫院。車站及鄰近街景將採用通过环境设计预防犯罪原則，以減少罪案。